# Gervaisia pyrenaica
Gervaisia pyrenaica är en mångfotingart som beskrevs av Ribaut. Gervaisia pyrenaica ingår i släktet Gervaisia och familjen Doderiidae. Inga underarter finns listade i Catalogue of Life.